# Rechav'am Ze'evi

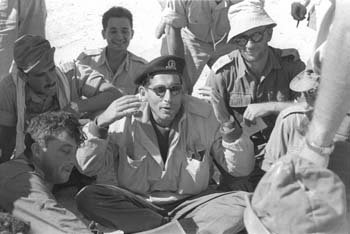
Ze'evi na fotografii z roku 1956

Rechav'am Ze'evi (hebrejsky:  רחבעם זאבי, známý též jako Gándhí, žil 20. června 1926 – 17. října 2001) byl izraelský generál, politik a historik a zakladatel pravicové strany Moledet (Vlast). Byl zavražděn teroristou Hamdi Quranem z Lidové fronty pro osvobození Palestiny (LFOP) a stal se tak jediným izraelským politikem zavražděným během druhé intifády.

## Mládí a vojenská kariéra
Narodil se v Jeruzalémě, v roce 1942 vstoupil do Palmachu a po vzniku Izraele sloužil v Izraelských obranných silách (IOS) a bojoval ve válce za nezávislost. V letech 1964 až 1968 byl šéfem oddělení izraelského generálního štábu. Následujících pět let pak byl velitelem centrálního velitelství. Z armády odešel v září 1973, ale po vypuknutí jomkipurské války o měsíc později se nakrátko opět vrátil. Byl jmenován speciálním asistentem náčelníka Generálního štábu. Z armády odešel v hodnosti generálmajora v roce 1974.

## Politická kariéra

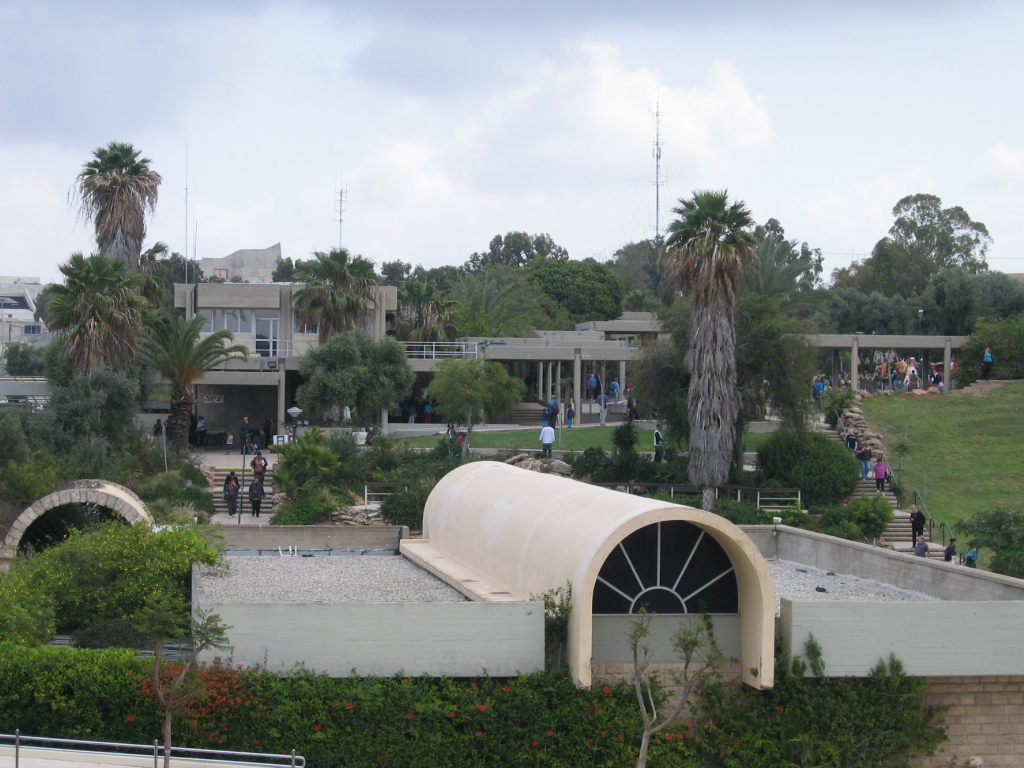
Telavivské Muzeum Erec Jisra'el se za vedení Ze'eviho v letech 1981-91 úspěšně rozvíjelo

V roce 1974 se stal poradcem premiéra Jicchaka Rabina pro boj s terorismem. V letech 1975–1977 byl premiérovým poradcem pro zpravodajské služby. V roce 1981 byl jmenován ředitelem Muzea Erec Jisra'el v Tel Avivu. V roce 1987 spolueditoval tematickou řadu knih o Zemi izraelské na základě sbírkových předmětů muzea. Ze'evi měl proslulou knihovnu, která byla největším soukromým souborem knih o Izraeli a jeho historii.
V roce 1988 založil stranu Moledet. Mezi hlavní myšlenky jeho strany patřil transfer arabské populace z Judei a Samaří (Západní břeh Jordánu) a Pásma Gazy do okolních arabských států, tedy nápad, se kterým poprvé přišel rabbi Meir Kahane. Ze'evi byl velmi zklamán Madridskou konferencí z roku 1991, v jejímž důsledku opustil Likudem vedenou vládu premiéra Jicchaka Šamira. Následujících deset let pak strávil v opozici. Silně nesouhlasil s labouristickými vládami v letech 1992 až 1996 (vedené Jicchakem Rabinem a Šimonem Peresem) a 1999 až 2001 (Ehud Barak), zatímco příznivě pohlížel na vládu Benjamina Netanjahua (1996 až 1999), kterou zvenčí podporoval.
V roce 1999 se jeho Moledet sjednotila se stranami Cherut - Národní hnutí a Tkuma do jednotné strany Národní jednota. Poté, co se v únoru 2001 stal premiérem Ariel Šaron, byl Ze'evi pozván do vládní koalice a 7. března 2001 byl jmenován ministrem turismu. Dne 14. října téhož roku Ze'evi prohlásil, že jeho strana opustí vládu v důsledku stažení IOS z hebronského předměstí Abu-Sneina. Jeho rezignace vešla v platnost 17. října 2001 v 11.00, hodinu po jeho smrti.

## Vražda

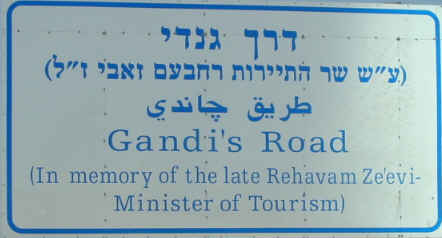
Část silnice č. 90, vedoucí Jordánským údolím, pojmenovaná po Ze'evim

Ze'evi byl zastřelen v jeruzalémském hotelu Hyatt na hoře Skopus ve středu 17. října 2001 čtyřmi střelci. Byl urychleně převezen do lékařského centra Hadasa, kde zemřel v 10.00. K atentátu se přihlásila LFOP, která prohlásila, že atentát je odvetou za zavraždění čelného představitele jejich organizace, Abu Ali Mustafy, který byl izraelskou armádou zabit v srpnu téhož roku. Izrael tvrdil, že Ze'eviho vraždu nařídil Achmed Saadat. Ze'eviho pohřbu se zúčastnily tisíce lidí.
Čtyři Ze'eviho vrazi, Hamdi Quran, Basel al-Asmar, Madždi Rachima Al-Rimawi a Achad Olma uprchli do Palestinské autonomie.
Madždi Rachima Al-Rimawi byl po svém dopadení na základě mírové dohody předán Palestinské samosprávě a obleženým palestinským soudem v Ramalláhu odsouzen k trestu osmi let vězení.[zdroj⁠?!]
V únoru 2013 mu bylo uděleno čestné občanství města Bezons.

## Přezdívka Gándhí
Přezdívku Gándhí dostal Ze'evi už ve školním věku pro svoji vizuální podobnost s Gándhím. Přezdívka mu zůstala i dospělém věku.